# Asplenium exhaustum
Asplenium exhaustum är en svartbräkenväxtart som först beskrevs av Christ, och fick sitt nu gällande namn av Arthur Hugh Garfit Alston. Asplenium exhaustum ingår i släktet Asplenium och familjen Aspleniaceae. Inga underarter finns listade.